# Hysterostomella callista
Hysterostomella callista är en svampart som först beskrevs av Hans Sydow, och fick sitt nu gällande namn av Arx 1962. Hysterostomella callista ingår i släktet Hysterostomella och familjen Parmulariaceae.   Inga underarter finns listade i Catalogue of Life.